# Xaver Schlager
Xaver Schlager (ur. 28 września 1997 w Linzu) – austriacki piłkarz grający na pozycji pomocnika w RB Leipzig oraz w reprezentacji Austrii. Uczestnik Mistrzostw Europy 2020.

## Życiorys
W czasach juniorskich trenował w klubach SC St. Valentin i Red Bull Salzburg. Wraz z tym drugim w sezonie 2016/2017 triumfował w Lidze Młodzieżowej UEFA. W latach 2015–2016 występował w FC Liefering, pierwszoligowych rezerwach klubu z Salzburga. W Bundeslidze zadebiutował w barwach RB 11 maja 2016 w wygranym 2:1 meczu z SV Grödig. 1 lipca 2019 odszedł za 15 milionów euro do niemieckiego VfL Wolfsburg.
W reprezentacji Austrii zadebiutował 23 marca 2018 w wygranym 3:0 spotkaniu ze Słowenią. Na boisko wszedł w doliczonym czasie gry, zmieniając Juliana Baumgartlingera.